# 50 (getal)
50 ("vijftig") is het getal volgend op 49 en voorafgaand aan 51.

## In de wiskunde
Vijftig is het kleinste getal dat op twee verschillende manieren geschreven kan worden als de som van twee kwadraten: 50 = 12 + 72 = 52 + 52. Het is ook de som van drie kwadraten: 50 = 32 + 42 + 52. Het is een Harshadgetal.
Er is geen oplossing voor de vergelijking φ(x) = 50, waarmee 50 een niettotiënt is. Evenmin is er een oplossing voor de vergelijking x - φ(x) = 50, waarmee 50 een nietcototiënt is, zie Indicator (getaltheorie).

## In natuurwetenschap
50 is
- Het atoomnummer van het scheikundig element tin (Sn).
- Het vijfde 'magische getal' in de kernfysica

## In het Nederlands
Vijftig is een hoofdtelwoord.

## Overig
Vijftig is ook:
- Het traditioneel aantal jaren in een normale jubelperiode.
- De leeftijd in jaren waarop iemand Abraham of Sara ziet.
- Een leeftijd die onder meer voorkomt in de naam van de politieke partij 50PLUS.
- Het aantal staten in de VS (sinds 1959).
- In millimeters, de brandpuntsafstand van een normale lens in 35mm fotografie.
- Het percentage gelijk aan een half, zodat het gezegde "vijftig-vijftig" gewoonlijk iets aanduidt dat gelijk in tweeën is gedeeld, of een gebeurtenis met kans een half.
- In huwelijksjaren, de "gouden" bruiloft.
- Een van de jaren: A.D. 50 of 1950.
- De maximaal toegestane snelheid in kilometers per uur binnen de bebouwde kom.